# Melicertum octocostatum
Melicertum octocostatum är en nässeldjursart som först beskrevs av Sars 1835.  Melicertum octocostatum ingår i släktet Melicertum och familjen Melicertidae. Det är osäkert om arten förekommer i Sverige. Inga underarter finns listade i Catalogue of Life.